# 유티카 코메츠
| 유티카 코메츠 | |
| 콘퍼런스      | 동부 콘퍼런스 |
| 디비전        | 노스 디비전 |
| 설립연도      | 1932년 (1936년 AHL 가입) |
| 해체연도      | |
| 역사          | 퀘벡 비버스 (1932년~1935년) 스프링필드 인디언스 (1935년~1951년) 시러큐스 워리어스 (1951년~1954년) 스프링필드 인디언스 (1954년~1967년) 스프링필드 킹스 (1967년~1974년) 스프링필드 인디언스 (1974년~1994년) 우스터 아이스캐츠 (1994년~2005년) 피오리아 리버멘 (2005년~2013년) 유티카 코메츠 (2013년~현재) |
| 경기장        | 우티카 메모리얼 오디토리엄 |
| 연고지        | 뉴욕주 우티카 |
| 상징색        | 파랑, 초록, 은, 하양 |
| 구단주        | 캐넉스 스포츠 앤 엔터테인먼트 |
| 단장          | 팻 코나처 |
| 감독          | 트래이비스 그린 |
| NHL 제휴      | 밴쿠버 캐넉스 |
| ECHL 제휴     | 캘러머주 윙스 |
| 정규시즌 우승 | 4 (1960, 1961, 1962, 2001) |
| 콘퍼런스 우승 | 1 (2015) |
| 디비전 우승   | 9 (1942, 1960, 1961, 1962, 1991, 1992, 1997, 2001, 2015) |
| 칼더 컵       | 7 (1960, 1961, 1962, 1971, 1975, 1990, 1991) |
| 영구 결번     | - |

유티카 코메츠(Utica Comets)는 미국 뉴욕주 유티카를 연고지로 하는 AHL의 동부 콘퍼런스 노스 디비전 소속 아이스 하키팀이다.

## 역대 홈경기장
| 유티카 코메츠              |             |          |               |      |
| 경기장                     | 사용기간    | 수용인원 | 장소          | 비고 |
| 유티카 메모리얼 오디토리엄 | 2013년~현재 | 3,815명  | 뉴욕주 유티카 | 빈칸 |